# Пожега
Пожега је градско насеље у Србији и седиште истоимене општине у Златиборском управном округу. Према попису из 2022. било је 12.362 становника. За време постојања Југославије, назив овог места био је Ужичка Пожега, како би се разликовао од Славонске Пожеге.
У граду се налазе Народна библиотека Пожега, Културни центар Пожега, Гимназија Свети Сава (Пожега), Машинско техничка школа, Пољопривредна школа са интернатом Љубо Мићић и Туристичка организација Пожега.

## Географија
Налази се 180 km од Београда и 25 km од Ужица.
Пожега је једно од најважнијих саобраћајних чворишта у овом делу Србије. Њега чине железничке пруге Београд - Бар и Пожега - Сталаћ, постојећи магистрални путеви М-21 и М-22 и планирани ауто-путеви МП - 763 Београд-Пожега - Бољаре - Јужни Јадран и Е-761 Пожега - Котроман - Вишеград - Сарајево. Овакав саобраћајни положај доприноси да Пожега буде на раскршћу два појаса интензивног развоја, дуж Западне Мораве и дуж потеза Београд-Бар. Овде се налази Железничка станица Пожега у оквиру које је смештен Железнички музеј узаног колосека.
Пожега се налази у средини Пожешке котлине на 300 метара надморске висине. На истоку Пожегу од Чачка одвајају планине Овчар 985 m и Каблар 889 m, које тиме граде клисуру.
У Пожеги се такође налази фабрика за прераду воћа и поврћа Будимка.

## Демографија
У насељу Пожега живи 10.515 пунолетних становника, а просечна старост становништва износи 37,8 година (36,8 код мушкараца и 38,7 код жена). У насељу има 4.197 домаћинстава, а просечан број чланова по домаћинству је 3,15.
Ово насеље је великим делом насељено Србима (према попису из 2002. године), а у последња три пописа, примећен је пораст у броју становника.
|             | \| Демографија[2] \| Демографија[2] \| Демографија[2] \| \| Година \| Становника \| Становника \| \| -------------- \| -------------- \| -------------- \| \| 1948. \| 2.249 \| \| \| 1953. \| 2.710 \| \| \| 1961. \| 4.094 \| \| \| 1971. \| 8.503 \| \| \| 1981. \| 10.410 \| \| \| 1991. \| 12.552 \| 12.423 \| \| 2002. \| 13.206 \| 13.340 \| \| 2011. \| 13.153 \| \| |            |
| Демографија | |            |
| Година      | Становника | Становника |
| 1948.       | 2.249 |            |
| 1953.       | 2.710 |            |
| 1961.       | 4.094 |            |
| 1971.       | 8.503 |            |
| 1981.       | 10.410 |            |
| 1991.       | 12.552 | 12.423     |
| 2002.       | 13.206 | 13.340     |
| 2011.       | 13.153 |            |

| Етнички састав према попису из 2002.‍ | Етнички састав према попису из 2002.‍ | Етнички састав према попису из 2002.‍ | Етнички састав према попису из 2002.‍ | Етнички састав према попису из 2002.‍ |
| ------------------------------------ | ------------------------------------ | ------------------------------------ | ------------------------------------ | ------------------------------------ |
|                                      |                                      |                                      |                                      |                                      |
| Срби                                 | Срби                                 |                                      | 12.698                               | 96,15%                               |
| Роми                                 | Роми                                 |                                      | 226                                  | 1,71%                                |
| Црногорци                            | Црногорци                            |                                      | 51                                   | 0,38%                                |
| Хрвати                               | Хрвати                               |                                      | 19                                   | 0,14%                                |
| Југословени                          | Југословени                          |                                      | 19                                   | 0,14%                                |
| Македонци                            | Македонци                            |                                      | 16                                   | 0,12%                                |
| Словенци                             | Словенци                             |                                      | 4                                    | 0,03%                                |
| Муслимани                            | Муслимани                            |                                      | 4                                    | 0,03%                                |
| Мађари                               | Мађари                               |                                      | 3                                    | 0,02%                                |
| Словаци                              | Словаци                              |                                      | 2                                    | 0,01%                                |
| Руси                                 | Руси                                 |                                      | 2                                    | 0,01%                                |
| Власи                                | Власи                                |                                      | 2                                    | 0,01%                                |
| Чеси                                 | Чеси                                 |                                      | 1                                    | 0,00%                                |
| Украјинци                            | Украјинци                            |                                      | 1                                    | 0,00%                                |
| Румуни                               | Румуни                               |                                      | 1                                    | 0,00%                                |
| Буњевци                              | Буњевци                              |                                      | 1                                    | 0,00%                                |
| Бугари                               | Бугари                               |                                      | 1                                    | 0,00%                                |
| Бошњаци                              | Бошњаци                              |                                      | 1                                    | 0,00%                                |
| Албанци                              | Албанци                              |                                      | 1                                    | 0,00%                                |
| непознато                            | непознато                            |                                      | 36                                   | 0,27%                                |

| \| \| м \| \| \| ж \| \| ? \| 29 \| \| \| 35 \| \| 80+ \| 46 \| \| \| 67 \| \| 75—79 \| 102 \| \| \| 171 \| \| 70—74 \| 214 \| \| \| 282 \| \| 65—69 \| 297 \| \| \| 351 \| \| 60—64 \| 319 \| \| \| 325 \| \| 55—59 \| 332 \| \| \| 310 \| \| 50—54 \| 500 \| \| \| 535 \| \| 45—49 \| 623 \| \| \| 681 \| \| 40—44 \| 507 \| \| \| 611 \| \| 35—39 \| 406 \| \| \| 487 \| \| 30—34 \| 435 \| \| \| 438 \| \| 25—29 \| 479 \| \| \| 482 \| \| 20—24 \| 547 \| \| \| 499 \| \| 15—19 \| 518 \| \| \| 457 \| \| 10—14 \| 423 \| \| \| 376 \| \| 5—9 \| 364 \| \| \| 346 \| \| 0—4 \| 300 \| \| \| 312 \| \| Просек : \| 36,8 \| \| \| 38,7 \| |      |  |  |      |
| |      |  |  |      |
| | м    |  |  | ж    |
| ? | 29   |  |  | 35   |
| 80+ | 46   |  |  | 67   |
| 75—79 | 102  |  |  | 171  |
| 70—74 | 214  |  |  | 282  |
| 65—69 | 297  |  |  | 351  |
| 60—64 | 319  |  |  | 325  |
| 55—59 | 332  |  |  | 310  |
| 50—54 | 500  |  |  | 535  |
| 45—49 | 623  |  |  | 681  |
| 40—44 | 507  |  |  | 611  |
| 35—39 | 406  |  |  | 487  |
| 30—34 | 435  |  |  | 438  |
| 25—29 | 479  |  |  | 482  |
| 20—24 | 547  |  |  | 499  |
| 15—19 | 518  |  |  | 457  |
| 10—14 | 423  |  |  | 376  |
| 5—9 | 364  |  |  | 346  |
| 0—4 | 300  |  |  | 312  |
| Просек : | 36,8 |  |  | 38,7 |

| Година пописа     | 1948. | 1953. | 1961. | 1971. | 1981. | 1991. | 2002. |
| ----------------- | ----- | ----- | ----- | ----- | ----- | ----- | ----- |
| Број домаћинстава | 798   | 880   | 1.365 | 3.020 | 3.259 | 3.882 | 4.197 |

| Број чланова      | 1   | 2   | 3   | 4     | 5   | 6   | 7  | 8  | 9 | 10 и више | Просек |
| ----------------- | --- | --- | --- | ----- | --- | --- | -- | -- | - | --------- | ------ |
| Број домаћинстава | 646 | 842 | 898 | 1.219 | 359 | 169 | 38 | 14 | 5 | 7         | 3,15   |

| Пол    | Укупно | Неожењен/Неудата | Ожењен/Удата | Удовац/Удовица | Разведен/Разведена | Непознато |
| ------ | ------ | ---------------- | ------------ | -------------- | ------------------ | --------- |
| Мушки  | 5.354  | 1.650            | 3.429        | 170            | 95                 | 10        |
| Женски | 5.731  | 1.259            | 3.482        | 711            | 270                | 9         |
| УКУПНО | 11.085 | 2.909            | 6.911        | 881            | 365                | 19        |

| Пол    | Укупно                    | Пољопривреда, лов и шумарство | Рибарство                            | Вађење руде и камена | Прерађивачка индустрија       |
| ------ | ------------------------- | ----------------------------- | ------------------------------------ | -------------------- | ----------------------------- |
| Мушки  | 2.641                     | 78                            | 1                                    | 3                    | 923                           |
| Женски | 2.247                     | 54                            | 0                                    | 0                    | 758                           |
| Укупно | 4.888                     | 132                           | 1                                    | 3                    | 1.681                         |
|        |                           |                               |                                      |                      |                               |
| Пол    | Производња и снабдевање   | Грађевинарство                | Трговина                             | Хотели и ресторани   | Саобраћај, складиштење и везе |
| Мушки  | 72                        | 219                           | 346                                  | 78                   | 299                           |
| Женски | 25                        | 44                            | 400                                  | 97                   | 73                            |
| Укупно | 97                        | 263                           | 746                                  | 175                  | 372                           |
|        |                           |                               |                                      |                      |                               |
| Пол    | Финансијско посредовање   | Некретнине                    | Државна управа и одбрана             | Образовање           | Здравствени и социјални рад   |
| Мушки  | 13                        | 34                            | 237                                  | 111                  | 62                            |
| Женски | 35                        | 46                            | 99                                   | 209                  | 297                           |
| Укупно | 48                        | 80                            | 336                                  | 320                  | 359                           |
|        |                           |                               |                                      |                      |                               |
| Пол    | Остале услужне активности | Приватна домаћинства          | Екстериторијалне организације и тела | Непознато            | Непознато                     |
| Мушки  | 58                        | 0                             | 0                                    | 107                  | 107                           |
| Женски | 47                        | 0                             | 0                                    | 63                   | 63                            |
| Укупно | 105                       | 0                             | 0                                    | 170                  | 170                           |

## Историја и предање
Плодна земља и реке у овој котлини утицале су да се на овом месту људи рано населе. Испитивања показују да су на месту данашње Пожеге постојала насеља 2.600 година пре нове ере. У општини Пожега, о постојању насеља постоје археолошке материјалне ископине и докази о постојању неолитских насеља, илирски гробни налази, праисторијска хумка, некропола под хумкама, античка насеља, античке некрополе као и римско насеље. Од 7. века нове ере ове крајеве насељавају Словени.
Константин Порфирогенит, византијски владар и историчар из 10. века, наводи „настањене градове“ у Рашкој. Поред осталих помиње Дресник и Мегиретус. За први се претпоставља да се налазио на месту данашње Дрежничке градине, између Пожеге и Ужица. Ни утврђење Мегиретус није локализовано. На основу недовољно веродостојних података налазио се између Ђетиње и Рзава, недалеко од Пожеге.
Крајем 12. века територија око Пожеге и Ужица улази у састав Немањине средњовековне државе, што документује повеља манастира Студенице из 1196. године.
Ништа се поуздано не зна о Пожеги, али се на данашњој области града помињу имена Стефана Дечанског у чије је доба Пожега са околином, била у поседу Војина од Vsciza, који се помиње у дубровачким записима. После смрти Стефана Душана 1335. године, област Пожеге под управом држи великаш Војислав Војиновић, а после њега Никола Алтомановић.
Помиње се у средњем веку као веће насељено место и седиште шире области бана Милутина који се помиње у народном епосу поводом битке на Велбужду 1330. године.
Стефан Лазаревић, 1405. године, поклања манастиру Милешеви пет села у жупи Моравици (два Гугља, Расну, Шенгољ и Рупељево – пет данашњих пожешких села).
У област коју је обухватала Пожега, 1463. године долазе Турци и у њиховим списима Пожега се јавља као насељено место.
Године 1516. Пожега је била зијамет (феудално добро), Мустафе, војводе. У њој преовлађује хришћански живаљ, иако се у пописним књигама (дефтерима) јављају и муслимани. (101 хришћански дом, 22 куће неожењених Срба, 2 куће удовица и 13 домова муслимана.)
У пописном дефтеру из 1559/60. уписана је нахија Пожега која се налази у кадилуку Чачак. Међутим не помиње се насеље Пожега.
У 16. веку у овом месту основана је дубровачка колонија. Пожега се јавља у трговачким књигама Дубровника.
Више података о Пожеги налазимо у Путопису Евлије Челебије из 1663. године. Челебија долази у варошицу на Скрапежу преко Рудника и Чачка. Он каже да је ово место, „лепа касаба, врло развијена и красна“, мирно и сигурно. Сем тога, у варошици се налази 10 џамија, 3 медресе (средње школе), 6 нижих школа и 4 текије (муслиманска капела). Такође је констатовао да су сва села на ободу пожешке котлине насељена српским становништвом.
Претпоставља се да је назив Пожега настао по старом предању због јаке врућине и жеге.
Овде се налази ОШ „Емилија Остојић” Пожега, као и ОШ „Петар Лековић”.
За време устанка у Србији 1941. у току Другог светског рата, Пожега је била средиште четничких снага на слободној територији у западној Србији, касније прозваној Ужичка република. Ослобађањем Пожеге, Ариља и Ивањице снаге ЈВУО су под својом влашћу држали све варошице у долини Моравице.

## Оснивање и развој варошице
Пре оснивања варошице Пожеге, упоредо са муслиманским насељем на десној страни реке Скрапеж, постојало је српско село Пожега које се налазило у пожешкој нахији. На основу финансијских књига и чибучких тефтера из 1882. године село Пожега броји 33 домаћинства. Његови становници најближе су пришли муслиманској Пожеги и етнички је одвојили од српског залеђа.
Према одредбама султановог хатишерифа из 1830. године турски гарнизони остају у утврђеним градовима, а Турцима се забрањује становање у селима и паланкама. Муслимани одлазе из Пожеге у Ужице, Босну и Новопазарски санџак. Варошица на Скрапежу остаје скоро без становника, запуштена, са полусрушеним кућама, хановима и џамијом. Међутим, захваљујући повољном географском положају, као и близини границе убрзо почиње изградња нове варошице на левој страни Скрапежа.
У оснивању Пожеге, као и у њеном урбанистичком формирању, преломни тренутак представља 1832. година. После „Курлагине буне“ у Ужицу становници града на Ђетињи исељавају се у Пожегу. Кнез Милош одлучује да убрза изградњу варошице, руководећи се политичким и економским мотивима. У писму брату Јовану Обреновићу јавља: „Пожегу ради њи (исељених Ужичана – пр. С. И.) хоћу да урегулирам, зато тамо нека иду; ово објавите и ужичке нахије капетанима да се по томе владају.“
Лазар Зубан, секретар, „књижевно-српског управитељског совјета“, у заједници са Јованом Обреновићем, војним командантом моравско-подринске области, настоји да изгради Пожегу према кнежевим (Милош Обреновић) концепцијама. Марта 1832. године Зубан борави у Пожеги у „сврху планирања“ нове чаршије, поставља „биљеге, куда ће се градити куће и дућани“. На основу Зубановог плана, а у складу са конфигурацијом терена, варошица се изграђује на правцу и раскршћу главних путева: Чачак-Ужице и Косјерић-Ариље, Ивањица, Јавор. На тој регулационој линији настале су главне улице, широке и праве, а затим се просецају и уређују споредне улице на периферији чаршије.
Приликом урбанистичког уобличавања Пожеге наглашен је трг који је настао усецањем улица на раскршћу главних саобраћајница. Трг је кружног облика. У општој композицији насеља он економски повезује чаршију, њему гравирају дућани, занатлијске радионице, кафане и механе. Ту је и пијаца где се обављају трговачки послови и врши робно-новчана размена.
Села око Пожеге формирају се, углавном, досељавањем становништва из Црне горе, Херцеговине, Босне, Полимља, Потарја, са Пештера, Сјенице, из крајева око Увца и Лима. Јаче миграционе струје почеле су да обухватају овај део западне Србије још у време Кочине Крајине и фрајкора, крајем 18. века, што се наставља почетком 19. века. Досељеници силазе са херцеговачких и црногорских брда, из Новопазарског санџака, улазе у Србију преко границе на Јавору, Кокином броду, Ступској чесми и Мокрој гори, остају у ужичком крају, као „етапној или прелазној зони“, а затим иду долином Дрине и Западне Мораве у Подриње, Ваљевску Подгорину, Тамнаву, Посавину и Шумадију.

## Познате личности
- Милош Теодоровић Обреновић, Кнез од 1815—1835. године, учесник Првог српског устанка, вођа Другог српског устанка и оснивач династије Обреновић
- Никифор Максимовић (1788-1853), епископ Ужичке епархије, почасни члан Друштва Српске Словесности (данас САНУ). Његова задужбина је манастир Сретење.
- Драгиша Лапчевић, политичар, новинар и историчар, први председник Социјал демократске странке, народни посланик у Краљевини Србије, одборник у Београду, уредник Радничких новина, председник Општине Пожега;
- Петар Лековић, први народни херој Југославије
- Љубомир Љубо Ж. Мићић, Солунски борац, оснивач народноослободилачког устанка, вођа прве борбе и победе против немачке војске у Србији (забележене у немачким архивама), социјал-демократа (сарадник Д.Туцовића, Р.Чолаковића), први народни комунистички посланик у Скупштини Краљевине Србије (1922 г.) писац прве књига: о пчеларству,Златибор – антропогеографска испитивања“, прво издање 1906 г. етнолошком пореклу фамилија у Пожешкој нахији и Златибору, донео детелину и друге сорте у Западну Србију. Био је дописни члан Српске краљевске академије наука.
- Милован Дестил Марковић, сликар, уметник светског гласа
- Олга Јовичић, народни херој
- Радосав Ковачевић Буђони, народни херој
- Владе Радовановић, народни херој
- Милорад Бонџулић, народни херој
- Професор др Јован Мићић, декан Медицинског факултета у Београду (два мандата), један од оснивача здравственог центра Чигота на Златибору
- Професор др Никола Мићић, декан Пољопривредног факултета у Бањалуци (два мандата), оснивач Међународног института за генетске ресурсе, писац 18 књига
- Велимир Каравелић, академски вајар и професор на Академији ликовних уметности. Аутор значајних скулптура у Србији и иностранству. Добитник најзначајнијих награда и признања за скулптуру - живео и радио у Пожеги као професор у Пожешкој гимназији Свети Сава, али рођен у Пећи
- Милијан Дика Деспотовић (1952), књижевник, песник, есејиста, критичар, пише мисаоне афоризме и бави се белетристиком. Оснивач је и уредник књижевних новина "Свитак" и првог часописа за хаику на српском језику "Паун". Утемељивач је књижевних награда "Момчило Тешић" и Хаџи Драган" које се додељују у Пожеги
- Дарко Белојевић, фудбалер, голман ФК Партизан
- Мирослав Павловић Павик, фудбалер који је одиграо 400 утакмица за ФК Црвену звезду и наступио 46 утакмица за репрезентацију СФР Југославије
- Срђан Мијаиловић, фудбалер
- Дејан Петровић, редитељ. Аутор је преко 400 реклама, спотова. Добитник најзначајнијих награда за костимографију (ФИПРЕСЦИ, Златна мимоза, више награда УЛУПУДС-а, више награда Мајског салона, награде Универзитета уметности у Београду итд.)
- Биљана Петровић, дипломирани археолог (запослена у Археолошком музеју у Умагу, Хрватска). Открила веома важне и од међународног значаја археолошке локалитете на тлу Истре
- Дејан Лазаревић, трубач, вишеструки победник Сабора
- Момчило Тешић, књижевник, добитник најзначајнијих књижевних награда на простору Југославије. Преведен на бројне светске језике
- Драган Јовановић Данилов је српски песник, есејиста, прозни писац и ликовни критичар
- Драган Хаџи Тодоровић (1951-2008), књижевник, оснивач Подружнице Удружења књижевника Србије за Златиборски округ.
- Милорад Шојић, учитељ, књижевник, афористичар
- Драган Јовићевић Мацола, скулптор, рођен 1964. године у Пријановићима
- "The Mothership Orchestra", бенд из Пожеге, познат у Србији и региону
- Боривоје Адашевић, књижевник, прозни писац
- Дарко М. Ковачевић, археолог поморства, оснивач истаживачких јединица за подводну културну баштину и археологију на Универзитету Црне Горе

## Галерија
- Црква Светог цара Константина и царице Јелене
- Црква Света Три Јерарха
- Капела Светог Луке на варошком гробљу
- Црква Светог Саве на Савинцу
- Градски трг
- Спомен-чесма на градском тргу
- Улица у Пожеги
- Железничка станица